# 小龍
小龍（日语： SHAOLON */?）是日本職棒中日龍的吉祥物。 他是一條龍的形象。 一九九七年以來出現。

## 派生角色
- 寶龍 - 這是紅色，高度略低於小龍。